# Красиков, Алексей Сергеевич
Алексей Сергеевич Красиков (род. 14 декабря 1995, Москва) — российский хоккеист, вратарь.
Бронзовый призёр чемпионата МХЛ сезона 2015/16 в составе «Сибирских снайперов».

## Карьера
До того, как в сезоне 2012/13 попасть в ХК «Дмитров», выступавший в первенстве МХЛ, Красиков сменил четыре хоккейные школы. В Дмитрове он провёл 15 матчей регулярного чемпионата, при показателях 92,4 % спасений и коэффициентом надёжности 1.77. Также он вышел на замену основному вратарю в двух играх плей-офф и оставил свои ворота в неприкосновенности.
Сезон 2013/14 провёл в ХК «Атланты», выступавших в МХЛ и на тот момент являвшихся фарм-клубом мытищинского «Атланта», выступающего в КХЛ. Уже во втором матче Красиков оформил первый шатаут за команду. Следующий сезон Алексей так же провёл в «Атлантах», но начал привлекаться к тренировкам и в качестве второго вратаря на игры основной команды, но дебют в КХЛ не состоялся.
В межсезонье основная мытищинская команда была расформирована, а Красиков, которому оставалось выступать в МХЛ всего один сезон, оказался в системе ХК «Сибирь» из Новосибирска. Выступая за «Сибирских снайперов» он провёл 36 матчей с коэффициентом надёжности 2.15 и 94,2 % отражённых бросков, став лучшим вратарём регулярного чемпионата МХЛ по проценту отражённых бросков и войдя в топ-10 по коэффициенту надёжности, а также был выбран одним из вратарей сборной востока на Кубке вызова МХЛ 2016. Вместе с командой дошёл до полуфинала розыгрыша Кубка Харламова и завоевал бронзовые медали чемпионата.
Так же как и в «Атланте», в «Сибири» Алексей привлекался в основную команду на тренировки и в качестве второго вратаря на игры. Хотя журналисты и называли его одним из самых перспективных игроков, которых пора привлекать к играм КХЛ, но дебюта не случилось и в этом сезоне. 21 декабря 2016 года дебютировал в КХЛ в матче против минского «Динамо» (1:3). В дебютном сезоне в КХЛ провёл 28 матчей с 92,4 % отражённых бросков и коэффициенте надёжности 2.56 В ноябре 2020 года по обоюдному согласию расторг контракт с «Сибирью» и перешёл в «Сочи».
5 мая 2021 года перешёл в московский «Спартак», подписав двусторонний контракт до 30 апреля 2022 года. 4 октября 2021 года был признан лучшим вратарём пятой игровой недели КХЛ. В сезоне 2021/22 провёл 33 матча при 16 победах и 91,6 % спасений. 21 апреля 2022 года продлил контракт с клубом ещё на один год. По окончании сезона 2022/23 покинул клуб.
26 июля 2023 года перешёл в словацкий клуб «Липтовски-Микулаш», заключив контракт на один год.
21 июня 2024 года «Сочи» объявил о подписании пробного контракта с Красиковым. Но в конце августа клуб объявил, что не предложил контракт голкиперу после просмотра.
20 ноября 2024 года подписал контракт с новокузнецким «Металлургом».

## Достижения
- Участник Кубка вызова 2016.
- Участник матча звёзд КХЛ: 2018.